# Молекулска маса
Молекулска маса је број који показује колико пута молекул неког хемијског једињења има већу масу од 1/12 атома изотопа 12C. Једнака је збиру атомских маса атома који граде молекул.

## Јединице
СИ јединица је килограм (kg). Међутим за изражавање молекулске масе се чешће користи јединица атомске масе (симбол u или Da). На пример, молекулска маса воде је приближно:
 {\displaystyle \approx } 18 u {\displaystyle \approx } 3×10−26 kg